# Scrancia milvus
Scrancia milvus är en fjärilsart som beskrevs av Sergius G. Kiriakoff 1971. Scrancia milvus ingår i släktet Scrancia och familjen tandspinnare. Inga underarter finns listade.